# Ffion Morgan
Ffion Morgan (Llandeilo, 2 juni 1999) is een voetbalspeelster uit Wales. Ze speelt als verdediger en aanvaller voor West Ham United in de Super League.

## Clubcarrière
Morgan begon met voetballen op vierjarige leeftijd bij een jongensteam van Saron Juniors. Op elfjarige leeftijd stapte ze over naar een meisjesteam van Ammanford. In het seizoen 2017/18 tekende ze een contract bij Cardiff City, maar door een kruisbandblessure opgelopen bij Wales -19 stond ze het hele seizoen buitenspel. In september 2019 voegde Morgan zich bij Championship club Coventry United. In juli 2020 volgde een nieuw dienstverband bij Crystal Palace. Een jaar later vertrok ze naar Bristol City waarmee ze promotie naar de Super League wist af te dwingen in 2023. In 2025  liep het contract van Morgan af, waarna ze de club verliet.
Eind juli 2025 tekende Morgan een contract bij West Ham United, actief op het hoogste Engelse vrouwenvoetbalniveau.

## Statistieken
| Seizoen | Club            | Land     | Competitie   | Wedstrijden | Doelpunten |
| ------- | --------------- | -------- | ------------ | ----------- | ---------- |
| 2021/22 | Bristol City    | Engeland | Championship | 2           | 3          |
| 2022/23 | Bristol City    | Engeland | Championship | 6           | 5          |
| 2023/24 | Bristol City    | Engeland | Super League | 22          | 1          |
| 2024/25 | Bristol City    | Engeland | Championship | 18          | 6          |
| 2025/26 | West Ham United | Engeland | Super League | 0           | 0          |
| Totaal  | Totaal          | Totaal   | Totaal       | 48          | 15         |

Laatste update: 31 juli 2025

## Interlandcarrière
Morgan maakte haar debuut voor het Welshe nationale team in een wedstrijd tegen Nederland in 2017.